# 招捕総録
『招捕総録』（しょうほそうろく）は、14世紀前半に編纂されたが散逸した『経世大典』の一部を抜粋した書で、西南地方（現在の中華人民共和国広西チワン族自治区・貴州省・雲南省、ミャンマー等）の叛乱とその平定に関する記録集である。『元史』には見られない記述も多く、モンゴル帝国のビルマ侵攻・ラーンナー侵攻にかかる重要史料と位置付けられている。

## 概要
大元ウルスのジャヤガトゥ・カアン（文宗トク・テムル）の治世、国家事業として大元ウルスの典故・制度に関する公文書をまとめ上げた『経世大典』が編纂された。『経世大典』は明代に散逸したが、『国朝文類（元文類）』巻41雑著に収録された「政典招捕」から抜粋して後世に残されたのが『招捕総録』であった。
内容としては、クビライ（世祖）の至元年間からシデバラ（英宗）の至治年間に至る、雲南・大理・金歯・羅羅斯・車里・烏撒・烏蒙・東川・芒部・八百媳婦・八番順元諸蛮・宋隆済・広西・両江・黄聖許・岑氏・思播・海北・海南・広東・江西・福建・浙東・湖北・湖南・四川・西番・円明和尚に対する諸政策の記録が収録される。特に八百媳婦（ラーンナー）に関する記録では、記録上に登場する渾乞濫・南通・力乞倫らの行動がラーンナー側に残されるクン・カーム/Khun Khram、ナムトゥアム/Nam Thuan、クン・クア/Khun Khuraらラーンナー王の事蹟とよく合致しており、史料価値が高いことが認められている。